# Огъстъс Пюджин
Огъстъс Уелби Нортмор Пю̀джин (на английски: Augustus Welby Northmore Pugin, /ˈpjuːdʒɪn/) е английски архитект.
Роден е на 1 март 1812 година в Лондон в семейството на Огюст Шарл Пюжен, илюстратор и бежанец от Франция. Започва работа като дизайнер на бижута, мебели и театрални декори, но скоро се ориентира към архитектурата, като става известен поддръжник на неоготиката. След пожара в Уестминстърския дворец през 1834 година е нает от Чарлз Бари и работи върху дизайна на интериорите в сградата, както и върху станалата емблематична кула на Биг Бен. През следващите години проектира множество църковни и други обществени сгради в неоготически стил и създава наследената от синовете му фирма „Пюджин и Пюджин“, която работи в този стил десетилетия след смъртта му.
Огъстъс Пюджин умира на 14 септември 1852 година в къщата си в Рамсгейт.